# Olimpia Grudziądz
Olimpia Grudziądz (offiziell Grudziądzki Klub Sportowy Olimpia Grudziądz) ist ein polnischer Sportklub aus der Stadt Grudziądz in der Woiwodschaft Kujawien-Pommern. Der Verein wurde am 30. Juni 1923 gegründet. Zurzeit spielt die Fußballabteilung des Vereins in der drittklassigen 2. Liga. Neben der Fußballabteilung verfügt der Klub noch über die Abteilungen Leichtathletik, Judo und Tischtennis (Männer). Früher gab es zudem noch die Abteilungen Tennis, Basketball, Hockey, Rudern, Bridge, Schach und Segeln.

## Fußballabteilung

### Erfolge
- Sieben Spielzeiten in der zweiten Liga: 2011/12, 2012/13, 2013/14, 2014/15, 2015/16, 2016/17, 2017/18
- Erreichen des Viertelfinales im polnischen Pokal: (2012/13)
- Erreichen des Halbfinales im polnischen Pokal: (2021/22)
- Gewinn des regionalen Pokals der Woiwodschaft Kujawien-Pommern: 2008/09

### Bekannte Spieler
- Sławomir Wojciechowski (2008–2009)
- Paul Grischok (2011–2012)

## Leichtathletik
Die Leichtathletikabteilung von Olimpia Grudziądz umfasst einige sehr prominente Athleten. Der prominenteste ist der Olympiasieger von 1980 Bronisław Malinowski über den 3000-Meter-Hindernislauf. Eine weitere bekannte Athletin ist Krystyna Kuta, eine sehr erfolgreiche Marathonläuferin.